# Virtuosi Racing
Virtuosi Racing (anteriormente conocido como Virtuosi UK) es una escudería británica que compitió en la categoría de monoplazas Auto GP. Durante 2019 compitió en el Campeonato de Fórmula 2 de la FIA, reemplazando a Russian Time, equipo el cual la escudería británica dirigió desde 2015 hasta 2018 en GP2 Series, y en su sucesor, el Campeonato de Fórmula 2 de la FIA. Desde 2019 hasta 2024 la escudería compitió bajo los nombres de UNI-Virtuosi Racing, Invicta Virtuosi Racing e Invicta Racing. Además de la Fórmula 2, la escudería compite en el Campeonato de F4 Británica desde 2022.
Su mejor logro fue ganar el campeonato de escuderías y de pilotos en la temporada 2024 del Campeonato de Fórmula 2 de la FIA con el debutante Gabriel Bortoleto junto a Kush Maini.

## Resultados

### Categorías actuales

#### Campeonato de F4 Británica
| Año  | Chasis         | Pilotos        | Carreras     | Victorias    | Poles        | VR           | Puntos       | C.P.         | C.E.         |
| ---- | -------------- | -------------- | ------------ | ------------ | ------------ | ------------ | ------------ | ------------ | ------------ |
| 2022 | Tatuus F4-T421 | Michael Shin   | 30           | 1            | 0            | 1            | 87           | 11.º         | 5.º          |
| 2022 | Tatuus F4-T421 | Edward Pearson | 30           | 0            | 0            | 0            | 81           | 12.º         | 5.º          |
| 2023 | Tatuus F4-T421 | Aqil Alibhai   | 30           | 1            | 0            | 0            | 169          | 8.º          | 6.º          |
| 2023 | Tatuus F4-T421 | Douwe Dedecker | 30           | 0            | 0            | 0            | 26           | 21.º         | 6.º          |
| 2023 | Tatuus F4-T421 | Kai Daryanani  | 29           | 0            | 0            | 0            | 8            | 24.º         | 6.º          |
| 2024 | Tatuus F4-T421 | Martin Molnár  | 30           | 0            | 0            | 0            | 117.5        | 8.º          | 5.º          |
| 2024 | Tatuus F4-T421 | Maxwell Dodds  | 26           | 0            | 0            | 0            | 43.5         | 16.º         | 5.º          |
| 2024 | Tatuus F4-T421 | Yuhao Fu       | 30           | 0            | 0            | 0            | 27           | 18.º         | 5.º          |
| 2025 | Tatuus F4-T421 | Martin Molnár  | Disputándose | Disputándose | Disputándose | Disputándose | Disputándose | Disputándose | Disputándose |

### Categorías pasadas

#### Auto GP
| Año  | Chasis     | Pilotos           | Carreras | Victorias | Poles | VR | Puntos | C.P. | C.E. |
| ---- | ---------- | ----------------- | -------- | --------- | ----- | -- | ------ | ---- | ---- |
| 2012 | Lola–Zytek | Matteo Beretta    | 4        | 0         | 0     | 0  | 0      | 24.º | 4.º  |
| 2012 | Lola–Zytek | Sten Pentus       | 6        | 0         | 0     | 0  | 14     | 15.º | 4.º  |
| 2012 | Lola–Zytek | Francesco Dracone | 10       | 0         | 0     | 0  | 14     | 16.º | 4.º  |
| 2012 | Lola–Zytek | Pål Varhaug       | 14       | 3         | 0     | 1  | 183    | 2.º  | 4.º  |
| 2013 | Lola–Zytek | Andrea Roda       | 16       | 0         | 0     | 0  | 45     | 12.º | 7.º  |
| 2013 | Lola–Zytek | Maksim Sniegiriow | 16       | 0         | 0     | 0  | 24     | 13.º | 7.º  |
| 2013 | Lola–Zytek | Roberto La Rocca‡ | 6        | 0         | 0     | 0  | 20     | 15   | 9.º  |
| 2014 | Lola–Zytek | Andrea Roda       | 16       | 1         | 0     | 0  | 166    | 4.º  | 2.º  |
| 2014 | Lola–Zytek | Richard Gonda     | 2        | 0         | 0     | 0  | 0      | 22.º | 2.º  |
| 2014 | Lola–Zytek | Sam Dejonghe      | 6        | 0         | 0     | 0  | 41     | 10.º | 2.º  |
| 2014 | Lola–Zytek | Pål Varhaug       | 2        | 0         | 0     | 0  | 24     | 15.º | 2.º  |
| 2014 | Lola–Zytek | Tamás Pál Kiss    | 6        | 2         | 1     | 0  | 207    | 2.º  | 2.º  |

- ‡ Compitió en el equipo Comtec by Virtuosi.

#### Campeonato de Fórmula 2 de la FIA
(Clave) (negrita indica pole position) (cursiva indica vuelta rápida puntuable)

| Año  | Chasis                              | Neu. | N.º | Pilotos          | 1    | 1    | 2    | 2    | 3   | 3   | 4    | 4    | 5    | 5    | 6   | 6   | 7   | 7   | 8   | 8   | 9   | 9   | 10  | 10  | 11   | 11   | 12   | 12   | Puntos | Pos. | Ref.  |  |  |  |  |  |  |
| ---- | ----------------------------------- | ---- | --- | ---------------- | ---- | ---- | ---- | ---- | --- | --- | ---- | ---- | ---- | ---- | --- | --- | --- | --- | --- | --- | --- | --- | --- | --- | ---- | ---- | ---- | ---- | ------ | ---- | ----- |  |  |  |  |  |  |
| 2019 | Dallara F2 2018 Mecachrome V6 Turbo | P    |     |                  | SAK  | SAK  | BAK  | BAK  | BAR | BAR | MON  | MON  | LEC  | LEC  | SPI | SPI | SIL | SIL | BUD | BUD | SPA | SPA | MNZ | MNZ | SOC  | SOC  | YMC  | YMC  | 347    | 2.º  | [ 3 ] |  |  |  |  |  |  |
| 2019 | Dallara F2 2018 Mecachrome V6 Turbo | P    | 7   | Guanyu Zhou      | 10   | 4    | Ret  | 10   | 3   | 4   | 5    | 3    | 4    | 3    | 6   | 8   | 3   | 8   | 9   | 9   | C   | C   | Ret | 4   | 10   | 5    | 3    | 8    | 347    | 2.º  | [ 3 ] |  |  |  |  |  |  |
| 2019 | Dallara F2 2018 Mecachrome V6 Turbo | P    | 8   | Luca Ghiotto     | 2    | 1    | 9    | Ret  | 4   | 2   | DSQ  | Ret  | Ret  | 12   | 2   | 2   | 1   | 15  | 4   | 8   | C   | C   | 2   | 15  | 4    | 1    | 6    | 1    | 347    | 2.º  | [ 3 ] |  |  |  |  |  |  |
| 2020 | Dallara F2 2018 Mecachrome V6 Turbo | P    |     |                  | SPI1 | SPI1 | SPI2 | SPI2 | BUD | BUD | SIL1 | SIL1 | SIL2 | SIL2 | BAR | BAR | SPA | SPA | MNZ | MNZ | MUG | MUG | SOC | SOC | SAK1 | SAK1 | SAK2 | SAK2 | 352.5  | 2.º  | [ 4 ] |  |  |  |  |  |  |
| 2020 | Dallara F2 2018 Mecachrome V6 Turbo | P    | 3   | Guanyu Zhou      | 17   | 14   | 3    | 4    | 10  | 8   | 2    | 9    | 8    | 5    | 3   | 14  | 7   | 3   | 5   | Ret | Ret | 5   | 8   | 1   | 14   | 5    | 2    | 4    | 352.5  | 2.º  | [ 4 ] |  |  |  |  |  |  |
| 2020 | Dallara F2 2018 Mecachrome V6 Turbo | P    | 4   | Callum Ilott     | 1    | 9    | 5    | 5    | 8   | 2   | 5    | Ret  | 1    | 6    | 5   | 8   | 10  | Ret | 6   | 1   | 12  | 6   | 3   | 7   | 2    | 16   | 5    | 10   | 352.5  | 2.º  | [ 4 ] |  |  |  |  |  |  |
| 2021 | Dallara F2 2018 Mecachrome V6 Turbo | P    |     |                  | SAK  | SAK  | SAK  | MON  | MON | MON | BAK  | BAK  | BAK  | SIL  | SIL | SIL | MNZ | MNZ | MNZ | SOC | SOC | SOC | YED | YED | YED  | YMC  | YMC  | YMC  | 288    | 2.º  |       |  |  |  |  |  |  |
| 2021 | Dallara F2 2018 Mecachrome V6 Turbo | P    | 3   | Guanyu Zhou      | 7    | 3    | 1    | 1    | 15  | 5   | 3    | Ret  | 13   | Ret  | 11  | 1   | 2   | 8   | 2   | DNS | C   | 6   | 17  | 8   | 4    | 8    | 1    | 2    | 288    | 2.º  |       |  |  |  |  |  |  |
| 2021 | Dallara F2 2018 Mecachrome V6 Turbo | P    | 4   | Felipe Drugovich | 16   | 14   | 9    | 2    | 14  | 3   | 14   | 10   | 4    | 4    | 7   | 6   | Ret | 17  | 12  | DNS | C   | DNS | 4   | 10  | 5    | 2    | 5    | 3    | 288    | 2.º  |       |  |  |  |  |  |  |